# Carmine De Angelis
Carmine De Angelis (Salerno, 17 luglio 1923 – Salerno, 26 dicembre 1986) è stato un pittore italiano.

## Biografia
Pittore autodidatta, “rubava il tempo al tempo per darsi alla pittura nei momenti di libertà dal suo lavoro di negoziante di frutta e verdura che gestiva nel centro storico di Salerno”. Pietro Falivena. Nella sua iniziale attività artistica, affronta i classici temi formativi del paesaggio e della natura morta. 
Nel decennio fra la metà degli anni sessanta e la metà degli anni settanta partecipa con le sue opere a numerose mostre d’arte e concorsi; in uno dei quali, tenutosi a Cava de’ Tirreni nel 1963, ottiene la medaglia d’argento.

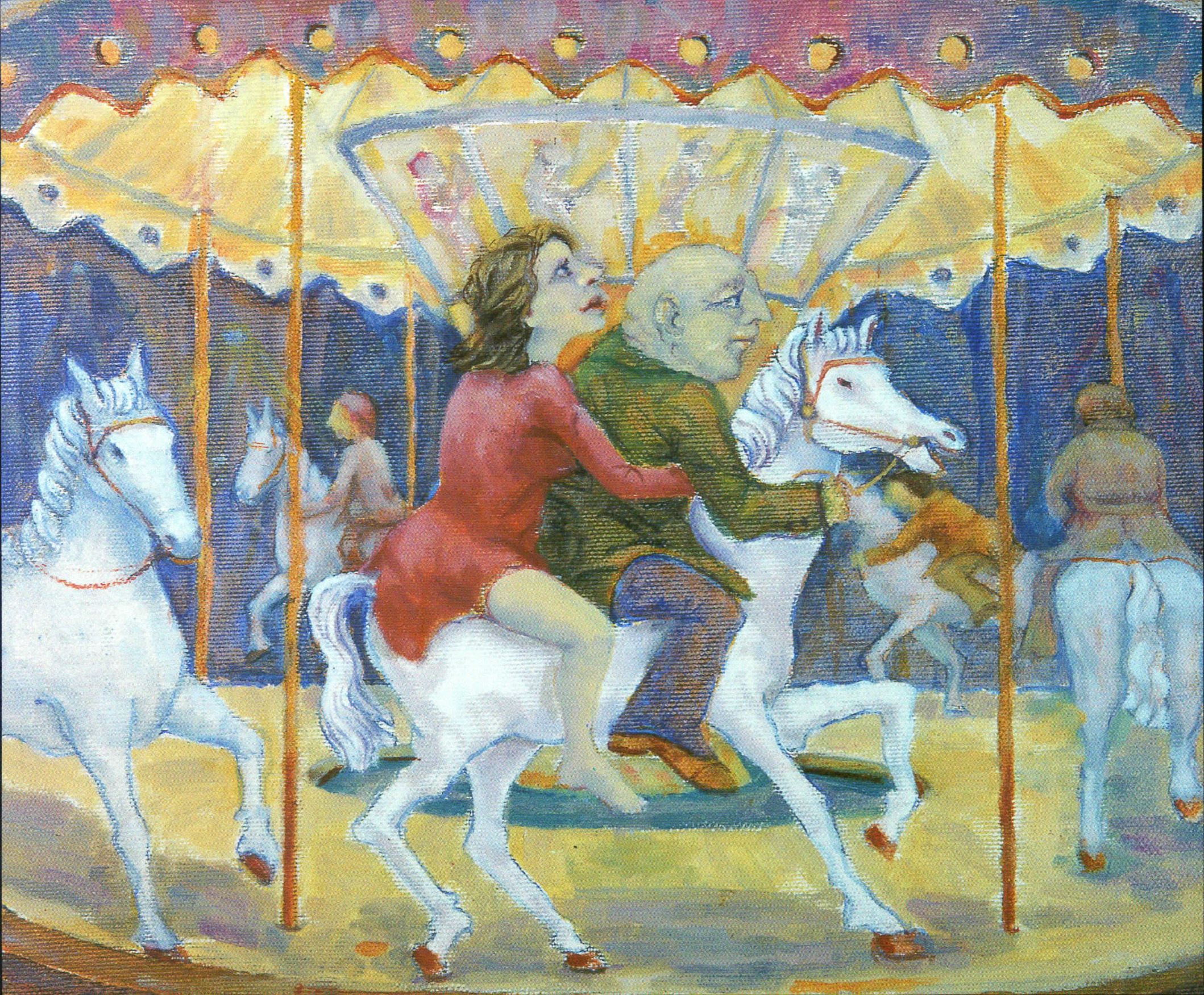
La Giostra, ultima opera del pittore

Nel 1974, dopo una lunga degenza in ospedale, si dedica allo studio di una sua personale tematica espressiva: “Nascono così, talvolta tracciati anche su materiali di fortuna, i suonatori di tromba, le donne che fumano, i lettori di giornali, il palco di teatro, i bagnanti i ciclisti. Persone e personaggi della società cittadina, raccontati secondo una prospettiva satirica e ideologica non distanti dagli esiti corposi e inconfondibili di Ensor, Maccari, Franz Borghese. Ma tali riferimenti, peraltro non dichiarati dall’artista, non devono far perdere di vista gli elementi propri dell’espressività che in lui si approfondisce relativizzando il realismo”. 
Marco Amendolara. 
La mattina del 26 dicembre 1986 muore, lasciando sul cavalletto del suo studio l’ultima sua opera, “La Giostra”.
Il 18 gennaio 1997 nella sala San Tommaso della Cattedrale di Salerno viene inaugurata la mostra antologica con la presentazione del volume di Nicolò D’Alessandro “Nel cuore della città antica la poetica di Carmine De Angelis”.